# رضی بلوچی
رضی بلوچی (به لاتین: Razi Balochi) یک منطقهٔ مسکونی در افغانستان است که در ولایت نیمروز واقع شده‌است. رضی بلوچی۲٬۰۰۰ نفر جمعیت دارد و ۵۶۴ متر بالاتر از سطح دریا واقع شده‌است.